# Acordulecerinae
Acordulecerinae es una subfamilia de moscas sierra de la familia Pergidae. Hay alrededor de 16 géneros y más de 100 especies descritas en Acordulecerinae. El grupo está muy extendido en América e incluye a los miembros más septentrionales de la familia Pergidae, distribuidos al norte hasta Canadá. La mayoría de las especies se ubican en Brasil.

## Géneros
Estos 16 géneros pertenecen a la subfamilia Acordulecerinae:
- Acordulecera Say, 1836
- Acorduloceridea Rohwer, 1912
- Anathulea Malaise, 1942
- Busalus Smith, 1990
- Caloperga Naumann, 1983
- Ceratoperia Enderlein, 1919
- Corynophilus Kirby, 1882
- Enjijus Smith, 1990
- Giladeus Brèthes, 1920
- Krausius Smith, 2006
- Leptoperga Riek, 1970
- Phylacteophaga Froggatt, 1899
- Quetutus Smith, 1990
- Sutwanus Smith, 1990
- Tequus Smith, 1990
- Truqus Smith, 1990